# يسورا ثيبوس
يسورا ثيبوس (مواليد 22 أغسطس 1991) هي مبارزة سيف الشيش فرنسية، حصلت على الميدالية الفضية في أولمبياد 2020 في منافسات الفرق.